# Calumma malthe
Calumma malthe är en ödleart som beskrevs av  Albert Günther 1879. Calumma malthe ingår i släktet Calumma och familjen kameleonter. IUCN kategoriserar arten globalt som livskraftig. Inga underarter finns listade.